# Raúl García Escudero
Raúl García Escudero (sinh 11 tháng 7 năm 1986) là cầu thủ chơi ở vị trí tiền vệ cho Athletic Bilbao. Anh chơi tiền vệ cánh, tiền vệ công và hộ công. Anh là mẫu tiền vệ hiện đại, mạnh mẽ có khả năng ghi bàn, chọn vị trí tốt, đặc biệt ở nhũng tình huống không chiến.

## Danh hiệu
Atlético Madrid
- La Liga: 2013–14[1]
- Copa del Rey: 2012–13; á quân: 2009–10[2]
- Supercopa de España: 2014; á quân: 2013[3]
- UEFA Europa League: 2009–10[4]
- UEFA Super Cup: 2010, 2012[5]
- UEFA Champions League á quân: 2013–14[6]

Athletic Bilbao
- Copa del Rey: 2023–24;[7] á quân: 2019–20,[8] 2020–21[9]
- Supercopa de España: 2020–21[10]

## Thống kê
Tính đến ngày 20 tháng 1 năm 2014
| Mùa     | Câu lạc bộ      | Giải    | Trận | Bàn |
| ------- | --------------- | ------- | ---- | --- |
| 2004–05 | Osasuna         | La Liga | 2    | 0   |
| 2005–06 | Osasuna         | La Liga | 33   | 4   |
| 2006–07 | Osasuna         | La Liga | 33   | 5   |
| 2007–08 | Atlético Madrid | La Liga | 35   | 3   |
| 2008–09 | Atlético Madrid | La Liga | 36   | 3   |
| 2009–10 | Atlético Madrid | La Liga | 20   | 0   |
| 2010–11 | Atlético Madrid | La Liga | 29   | 1   |
| 2011–12 | Osasuna         | La Liga | 33   | 11  |
| 2012–13 | Atlético Madrid | La Liga | 30   | 5   |
| 2013–14 | Atlético Madrid | La Liga | 34   | 9   |
| Tổng    | Tổng            | Tổng    | 267  | 33  |